# Tabuaço (freguesia)
Tabuaço es una freguesia portuguesa del concelho de Tabuaço, con 11,16 km² de superficie y 1.780 habitantes (2001). Su densidad de población es de 159,5 hab/km².